# Cesty '85, Panton na Portě
Cesty '85, Panton na Portě - Live (1985) je sampler živých nahrávek z národního finále Porty 1985 vydaný Pantonem na LP desce. LP bylo vyrobeno velice rychle, v podstatě přes noc, obal byl již vytištěn předem a seznam písní je pouze na přiloženém listě. Panton se tímto LP dostal mezi samplery z Porty, které pravidelně vydával Supraphon.

## Písně
1. Padá láska (Wabi Ryvola), Stopa
2. Starodávná (Luboš Marek / Karel Filip), Sem tam
3. Máme své chvíle, Milena Zíchová
4. Tragédie filmového štábu (Miroslav Paleček / Michael Janík), Miroslav Paleček a Michael Janík
5. Sůl v očích (Marek Eben, písnička ze hry Matěj Poctivý Studia Y), Bratři Ebenové
6. Na rozloučenou (Pavel Lohonka), Žalman & spol.
7. Signály (Jan Nedvěd), Brontosauři
8. Už se nám čas krátí (tradicionál, úprava Jiří Tichota / Jiří Tichota), Spirituál kvintet
9. Píseň nová o strašlivé s ocasem kometě (Miroslav Janoušek), Miroslav Janoušek a Luboš Vondrák
10. L'avor azur, Dagmar Andrtová-Voňková
11. Nehrálo se o ceny (Jaroslav Samson Lenk, Jaromír Vondra, Ladislav Kučera / Ladislav Kučera), Hop trop
12. Balada o pozdním hasebním zásahu požárního sboru v Kostelní Řečici, Ivo Jahelka
13. Vítr (Jaroslav Samson Lenk), Máci
14. Vím co smím (Pavel Zajíc), Nezmaři